# دوني إريس
دوني إريس (بالإنجليزية: Donnie Iris)‏ هو عازف قيثارة وموسيقي أمريكي، ولد في 28 فبراير 1943 في نيو كاسل في الولايات المتحدة.

## وصلات خارجية
- الموقع الرسمي
- دوني إريس على موقع ميوزك برينز (الإنجليزية)
- دوني إريس على موقع ميوزك برينز (الإنجليزية)
- دوني إريس على موقع إن إن دي بي (الإنجليزية)
- دوني إريس على موقع أول ميوزيك (الإنجليزية)
- دوني إريس على موقع ديسكوغز (الإنجليزية)
- دوني إريس على موقع ديسكوغز (الإنجليزية)